# Animula vagula blandula
Animula vagula blandula is een vijfregelig gedicht zonder titel, maar gewoonlijk naar de beginregel genoemd. Het wordt door de Historia Augusta toegeschreven aan keizer Hadrianus, die het zou hebben geschreven in de zomer van het jaar 138. De keizer was toen ernstig ziek en stervende aan een hartkwaal. Door zijn kwaliteit lijkt het gedicht authentiek.
Het korte gedicht heeft tot veel discussie geleid. Het zou geschreven zijn in de Villa Adriana of tijdens het laatste bezoek van Hadrianus aan de koeltebrengende zee in de badplaats Baiæ aan de Golf van Napels. De anonieme auteur van de Historia Augusta beoordeelde het gedichtje met de opmerking "andere verzen als deze had hij geschreven, maar niet veel die beter waren, en ook in het Grieks".
Behalve over de authenticiteit heeft de persoonlijke opvatting van de stervende tot discussie geleid. In de oudheid was zijn opvatting gemeengoed, in de christelijke cultuur was ze heidens, dus onchristelijk en schokkend omdat er geen straf of beloning na de dood voorkomt in Hadrianus' opvattingen over een hiernamaals. De neo-platonisten en humanisten van de renaissance moeten het gedicht hebben gekend. De Historia Augusta was een standaardwerk in iedere bibliotheek. De dichters van de verlichting en de romantiek zijn zich meer voor het gedicht gaan interesseren. Dat blijkt uit het toenemend aantal vertalingen. Hadrianus' eigenzinnige kijk op zijn eigen dood werd dankzij deze vertalingen beschikbaar voor wie geen Latijn kon lezen.
Het gedichtje past bij wat we over het karakter en de schrijfstijl van de keizer weten. Er zijn meerdere gedichten van Hadrianus in het Grieks en in het Latijn bewaard gebleven. Op een graf in Dacia is een grafschrift voor een Bataafse cavalerist bewaard dat van zijn hand kan zijn. Bewaard gebleven is ook het grafschrift voor zijn paard Borysthenes. De Latijnse poëzie is gebundeld, de Griekse gelegenheidswerken zijn niet in een band verzameld. Het oordeel van de critici wisselt, maar men is het erover eens dat de gedichten de goed geschreven poëzie van een amateur zijn.

## Het Latijnse origineel
*
animvla vagvla blandvla

hospes comesque corporis

quo nvnc abibis in loca

pallidvla rigida nvdula

nec vt soles dabis iocos
**
animula vagula blandula

hospes comesque corporis

quo nunc abibis in loca

pallidula rigida nubila

nec ut soles dabis iocos

Er zijn geen antieke inscripties van dit gedicht bekend, ook niet in het Mausoleum van Hadrianus in Rome of in de Villa van Hadrianus bij Tivoli. Het vijfregelige gedichtje is alleen bewaard gebleven in onvolledige middeleeuwse kopieën van de Historia Augusta, maar is vrijwel ongeschonden. Naar het lijkt heeft het op één betwist woord na, nubila of nudula, geen schrijffouten of ingrepen van latere schrijvers ondergaan. Nubila wordt gewoonlijk vertaald als "grijs", nudula met "naakt".
Het gedicht is geschreven in de stijl van Quintus Ennius, een dichter uit de derde eeuw v. Chr., die een "ruigere, gespierde" stijl had ontwikkeld dan de stijl die in de mode was bij de latere grote dichters van Romes gouden eeuw. Ennius kwam met weinig woorden toe, en de geoefende en getalenteerde amateurdichter Hadrianus slaagde erin in zijn laatste dagen hetzelfde duistere effect te bereiken.
Men moet de Historia Augusta, een bundel laatklassieke biografieën van Romeinse keizers, met enige voorzichtigheid lezen omdat zij misschien door een anonieme christen zijn geschreven en de heidenen in een kwaad daglicht stellen. Dat is met name bij de om zijn openlijk beleden homoseksuele liefdesverhoudingen bekende Hadrianus het geval. De heidense verwachting van een "koud en kil" hiernamaals, zoals de stervende Hadrianus die in dit gedicht uitspreekt, staat in scherp contrast tot de christelijke verwachting van een aanlokkelijk Paradijs als verblijfplaats van de zielen van de overledenen. In de 18e- en 19e-eeuwse vertalingen en parafrases van het gedicht wordt de heidense opvatting van Hadrianus benadrukt. Dat contrast in de belevingswereld van heiden en christen bracht christelijke schrijvers, en ook Lord Byron, ertoe om het gedicht te betitelen als "Een heiden neemt afscheid van zijn ziel".
Het is onduidelijk waarom het gedichtje in de biografie van de keizer werd opgenomen, het is een opvallend egodocument, maar er staan verder geen gedichten van de hand van de keizers in de Historia Augusta.

## De vertalingen
*
Zieltje, zwervertje, charmeurtje

gast en metgezel van mijn lichaam,

dat af moet dalen naar

donkere, kille en mistige oorden

daar zul je geen pret meer maken
Het gedicht laat verschillende interpretaties en vertalingen toe. Een alternatief voorbeeld is "Dierbaar teer en zwevend zieltje, metgezel van mijn lichaam, dat je gastheer was, je zult straks afdalen naar die bleke, harde en kale oorden en afstand moeten doen van al je speelsheid van weleer". De Romeinen kenden nog geen leestekens zoals vraagtekens, toch worden deze in moderne teksten op eigen gezag in het gedicht geplaatst. Met name in de Engelse vertalingen bestaan versies waarin een vraagteken voorkomt en de men de stervende keizer een vraag laat stellen aan zijn vertrekkende ziel.
In de Franse literatuur is een vertaling van de Belgisch-Frans-Amerikaanse schrijfster Marguerite Yourcenar beroemd geworden. Het maakt deel uit van haar roman "Mémoires d'Hadrien uit 1951. Yourcenar vertaalde het gedichtje, zonder vraagteken, maar in de gebiedende wijs als "Petite âme tendre et vagabonde, Hôte et compagne de mon corps A présent tu descendras dans les lieux Pâles, sévères et durs Où tu renonceras aux jouissances passées. Yourcenars Franse vertaling kan gelezen worden als "Kleine kwetsbare zwervende ziel, gast en begeleider van mijn lichaam. Nu moet je afdalen naar bleke, strenge en harde plaatsen, waar je afstand doet van de geneugten van voorheen".
Het gedichtje bleef populair bij dichters en vertalers. Het werd in 1611 vertaald door John Donne, in 1652 door Henry Vaughan en in 1709 door Matthew Prior. Pope gaf een eigen en daarnaast ook een, in zijn woorden "christelijke" versie van het heidense gedicht. In een artikel in "The Spectator" publiceerde Pope in 1712 de beide bewerkingen onder de titels "Adriani morientis ad Animam" en "The Heathen to His departing Soul". George Gordon Byron, Lord Byron, vertaalde het gedicht in 1806. Ook Keats maakte vertalingen.
In 1876 waren er al zoveel vertalingen dat deze door een Engelsman, D. Johnston, werden gebundeld.
De excentrieke Ezra Pound maakte in 1911 een zeer vrije vertaling uitgaande van een veranderd Latijns origineel dat bij hem begon met de woorden "Blandula, tenulla, vagula".
In het tijdschrift Hermeneus geeft J. J. Beylsmit een fraaie Engelse vertaling van de hand van John Wight Duff en Arnold M. Duff. Er wordt ook een Duitse vertaling van de hand van Gustav Adolf Deissmann gegeven.
Paul Claes vertaalde het gedicht in zijn Hadrianusroman Psyche (2006) en in de bibliofiele dichtbundel Animula (2011), en schreef drieëndertig variaties in zijn dichtbundel Ziel van mijn ziel (2015). In onze tijd hebben Stevie Smith en David Malouf het dichtwerkje vertaald. David Malouf heeft er ook variaties op gemaakt

## De filosofie van Hadrianus

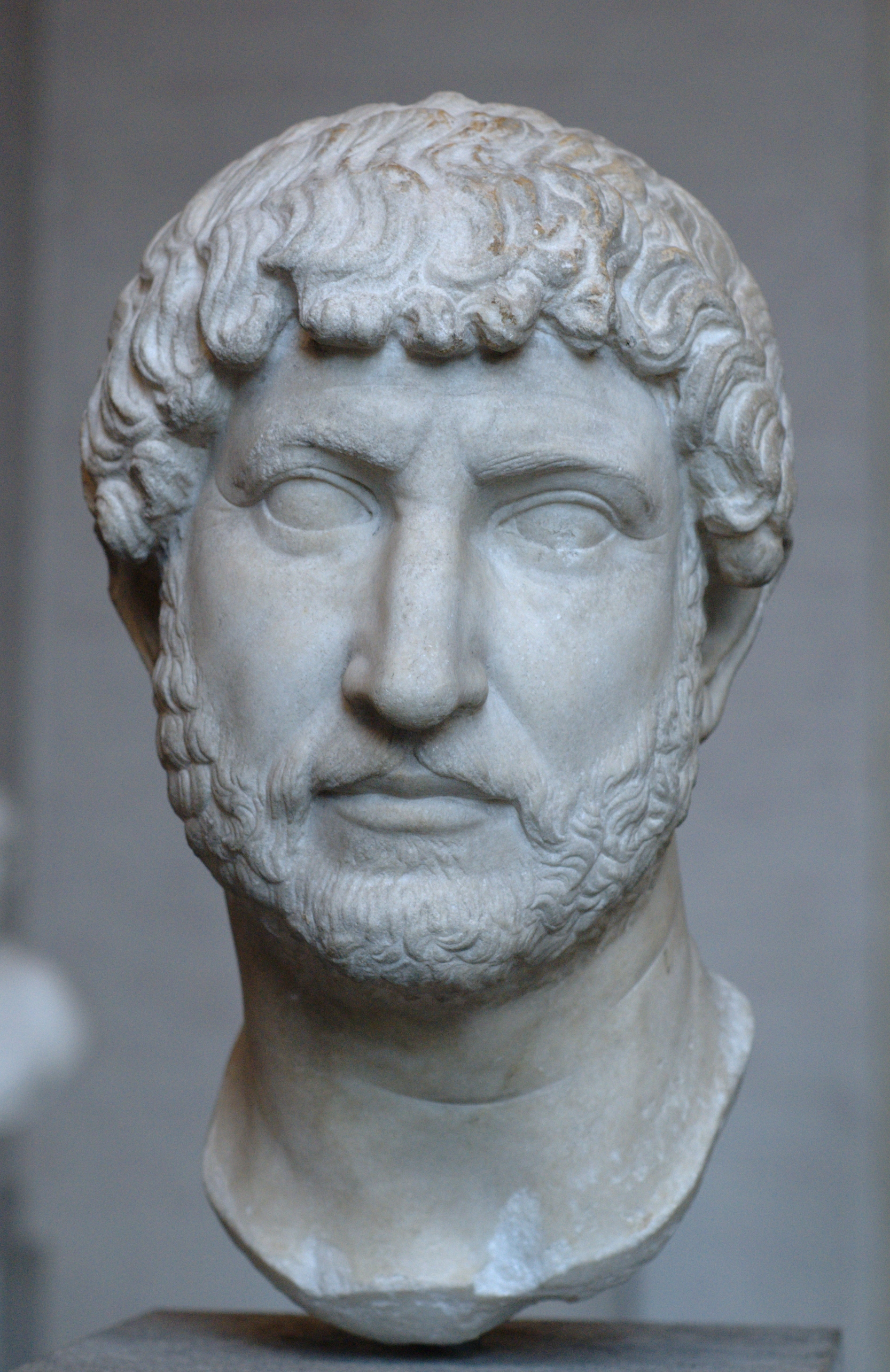
Hadrianus

De beschrijving van de zielsverhuizing naar een onaangenaam oord is in tegenspraak met het aan Hadrianus tijdens de mysteriën van Eleusis in het vooruitzicht gestelde leven na de dood tussen de gelukzaligen op de Elyseese Velden. We weten dat Hadrianus een ingewijde was in deze mysteriën en Eleusis tweemaal heeft bezocht. Hij was in september 128 ingewijd in de mysteriën en ze speelden een grote rol in zijn opvattingen over leven en dood. Hadrianus' scherts spot ook met de vergoddelijking waarop hij als keizer na zijn dood mocht rekenen. Een hard en kil verblijf voor de ziel was in de oudheid de meest aangehangen leer rond het hiernamaals; alleen de uitverkoren zielen, zoals die van helden, mochten op een aangenaam leven na de dood rekenen.
De filhellenist Hadrianus wordt meestal tot de stoïcijnen gerekend. Deze filosofie, die van de Atheense Stoa, leerde dat in elk mens een verdwaalde, goddelijk vonk huist. Zonder het lichaam ervaart deze vonk niets en kan de ziel niet in contact met iets buiten de ziel treden. Hadrianus hechtte aan het Hellenistische rationalisme dat de nadruk legde op verinnerlijking en acceptatie van de sterfelijkheid, de "Amor fati". Eerder al, door Socrates, waren de morele doelstellingen, met de eraan gekoppelde waarden zoals autarkie en vrijheid, afhankelijk gemaakt van de toestand van de menselijke psuchè of het geestelijke zelf in plaats van voor wereldlijke zaken.
Daarbij aansluitend diende ook voor epicuristen en stoïcijnen de kwestie van het "goed-leven" zoveel als mogelijk was teruggevoerd te worden tot onze innerlijke houding of discipline, de zogeheten "diáthesis" die wordt gebaseerd op onze overtuigingen, oordelen, impulsen en verlangens, die, in onderscheid tot uitwendige, lichamelijke en materiële factoren, op één of andere wijze in onze macht" (eph' hèmîn) liggen, of behoren te liggen. Alle psychische fenomenen, staten en processen waren voor beide scholen per definitie lichamelijk.
Zo bleef in de verwachting van Hadrianus voor zijn onsterfelijke ziel het vooruitzicht op een totaal geïsoleerd bestaan tot in de eeuwigheid, zonder kou, pijn of verdriet, maar ook zonder warmte, genot of vreugde.